# Батіг (притока Воронки)
Батіг — річка в Україні, у Вінницькому й Тиврівському районах Вінницької області, права притока Воронки (басейн Південного Бугу).

## Опис
Довжина річки 17 км., похил річки — 3,2 м/км. Формується з багатьох безіменних струмків та водойм. Площа басейну 113 км².

## Розташування
Бере початок у селі Хижинці. Спочатку тече на південний захід, а потім на південний схід і у селі Шендерів впадає у річку Воронку, ліву притоку Південного Бугу.
Населені пункти вздовж берегової смуги: Парпурівці, Цвіжин, Тростянець, Марківка, Федорівка.
Річку перетинає автомобільна дорога Т 0230

## Притоки
Річка без назви - права притока. Бере  початок у Іванівці. Тече переважно на південний схід і біля Тростянця впадає у Батіг за 10 км від його гирла. Довжина річки 5,8 км, площа басейну - 16,5 км².